# Estación de Chilca
La Estación de Chilca es la estación cabecera del Ferrocarril Huancayo-Huancavelica en la ciudad de Huancayo, Perú. Se ubica en el distrito de Chilca en la Avenida Ferrocarril, al sur de la ciudad. 
La estación fue inaugurada en 1926. Fue construido de estilo industrial. El 15 de septiembre de 1992 se expidió la Resolución Jefatural N° 704 por medio de la cual se declaró este edificio como Monumento Histórico del Perú.
El servicio de transporte se realiza con frecuencia diaria. La salida rumbo a Huancavelica se da los días lunes, miércoles y viernes y los retornos los días martes, jueves y sábado.